# Circondario del Saarpfalz
Il circondario del Saarpfalz (Saarpfalz-Kreis) è uno dei circondari dello stato tedesco della Saarland.

## Città e comuni
(Abitanti al 31 dicembre 2021)
| Comuni del circondario | Città - Bexbach (17 482) - Blieskastel (20 153) - Homburg, Città circondariale (41 612) - Sankt Ingbert, Città media (34 971) | Comuni - Gersheim (6 292) - Kirkel (9 992) - Mandelbachtal (10 458) |